# Gare de La Haye-Malherbe - Montaure
La gare de La Haye-Malherbe - Montaure est une gare ferroviaire, fermée, de la ligne de Saint-Georges-Motel à Grand-Quevilly, située sur le territoire de la commune de La Haye-Malherbe, dans le département de l'Eure en région Normandie.

## Situation ferroviaire
Établie à 125 mètres d'altitude, la gare de La Haye-Malherbe - Montaure était située au point kilométrique (PK) 81,310 de la ligne de Saint-Georges-Motel à Grand-Quevilly, entre la halte de Tostes et la gare de Saint-Pierre-lès-Elbeuf.
Elle disposait de deux voies et de deux quais.

## Histoire
La ligne de Saint-Georges-Motel à Grand-Quevilly — du moins sa section entre Saint-Georges-Motel et la limite du département de l'Eure — est déclarée d'utilité publique le 1er mai 1869. Le tronçon de Louviers à Caudebec-lès-Elbeuf est ouvert le 15 août 1875, ce qui conduisit à la mise en service de la gare de La Haye-Malherbe - Montaure. Lors de son inauguration, les premiers billets la nommaient « gare de Montaure ». Celle-ci est reliée à la gare de Rouen-Orléans le 8 janvier 1883. 
La gare servait à exporter une partie de la production de tuiles et de poteries de La Haye-Malherbe et d'Écrosville. En 1887, les élus de La Haye-Malherbe demandèrent des arrêts plus fréquents à la gare pour cette raison.
Le service voyageurs est supprimé le 1er mars 1940 entre Louviers et Elbeuf-Ville, ce qui concerne la gare de La Haye-Malherbe - Montaure. Le service marchandises est supprimé en 1949 entre Louviers et La Haye-Malherbe - Montaure, et le 3 novembre 1969 entre La Haye-Malherbe - Montaure et Saint-Pierre-lès-Elbeuf, ce qui entraîne la fermeture définitive de la gare. La section de Louviers à La Haye-Malherbe - Montaure est déclassée le 12 novembre 1954, et celle de La Haye-Malherbe - Montaure à Elbeuf le 14 janvier 1972.

## Patrimoine ferroviaire
Le bâtiment voyageurs d'origine est toujours présent. Réaffecté, il accueille une entreprise de chaudronnerie.